# 臭化チタン(II)
臭化チタン(II)(Titanium(II) bromide)は、化学式TiBr2の無機化合物である。黒色の雲母質固体である。ヨウ化カドミウム構造を持ち、八面体のTi(II)中心を持つ。元素同士の反応から合成できる。
Ti + Br2  →  TiBr2
臭化セシウムと反応し、直鎖状化合物のCsTiBr3を与える。